# Ball dels gegants de la Plaça Nova - Ball de Santa Eulàlia
El Ball dels gegants de la Plaça Nova - Ball de Santa Eulàlia és una creació de Carles Mas i és ballada pels Gegants Centenaris o pels gegants de Sant Roc de la Plaça Nova. El ball dels gegants de la Plaça Nova - Ball de Santa Eulàlia està inspirat en una melodia del segle xviii que formava part d'una representació de la vida de santa Eulàlia a la Plaça del Padró, de la qual hi ha diverses versions. La Pessigolla té una versió per a gralles. El mestre Jordi Leon en va fer una versió per a cobla de sardanes i el mestre Jordi Fàbregues una per a cobla de ministrers. Aquest ball és un dels moments més importants de les festes de Santa Eulàlia, ja que es desenvolupa en diferents ocasions al llarg de la festa.
El 12 de febrer, a les vuit del vespre, es fa la Passejada (o Processó) de les Laies. Davant la fornícula amb la imatge de la Santa, entre el carrer de Sant Sever i la baixada de Santa Eulàlia, protagonitzen el ball la Laieta (geganta centenària) i la Laia (geganta nova), gegantes de la Plaça Nova. La música és interpretada per un grup de grallers. El mateix dia 12, en finalitzar la processó, a la plaça Sant Jaume i davant del Penó de Santa Eulàlia tornen a ballar les dues gegantes de la Plaça Nova amb música interpretada per la cobla que té la titularitat de la Cobla Ciutat de Barcelona.
El diumenge, a les dotze del migdia, davant de la imatge de la Santa, entre el carrer de Sant Sever i de la baixada de Santa Eulàlia, s'executa un altre cop el ball dels gegants nous de la Plaça Nova, Roc i Laia. En finalitzar el Seguici a la plaça de Sant Jaume, a tres quarts d'una del migdia, els Gegants nous de la Plaça Nova i a la part final del ball s'integren la resta de gegants de Ciutat Vella a la ballada. La música és interpretada per un grup de grallers.
Durant les festes de Sant Roc de la Plaça Nova, el dia 16 d’agost, també es realitza la versió del ball. Els gegants centenaris ballen el “Ball del Centenari dels Gegants de Sant Roc del Plaça Nova” amb la versió per a cobla del mestre Jordi León.